# Gisela, Martin und Frieda Legath
Gisela (geb. Gerecsèr; * 1908, † 1973), Martin (* um 1931) und Frieda Legath (* um 1932) aus Deutsch Ehrensdorf im Burgenland waren österreichische Bauern und im Widerstand gegen den Nationalsozialismus aktiv. Im Frühjahr 1945 versteckten und versorgten sie zwei flüchtige ungarische Juden.
Gisela Legath und ihre Kinder Martin und Frieda wurde dafür von Yad Vashem als Gerechte unter den Völkern ausgezeichnet.
Im Jahr 2012 wurde in Wien-Donaustadt (22. Bezirk) die Gisela-Legath-Gasse nach Gisela Legath benannt.